# Christoph Hafer
Christoph Hafer (ur. 14 kwietnia 1992 w Bad Aibling) – niemiecki bobsleista i policjant, brązowy medalista olimpijski z Pekinu 2022 i mistrzostw Europy, mistrz świata juniorów.

## Życie prywatne
Mieszka w Bad Feilnbach. Pracuje w bawarskiej policji.

## Udział w zawodach międzynarodowych
| Impreza                     | Rok  | Gospodarz    | Konkurencja | Miejsce |                      |      |       |        |      |
| --------------------------- | ---- | ------------ | ----------- | ------- | -------------------- | ---- | ----- | ------ | ---- |
| Impreza                     | Rok  | Gospodarz    | Konkurencja | Miejsce | Igrzyska olimpijskie | 2022 | Pekin | dwójki | 03 ! |
| czwórki                     | 4.   |              |             |         | Igrzyska olimpijskie | 2022 | Pekin |        |      |
| Mistrzostwa świata          | 2015 | Winterberg   | czwórki     | 15.     |                      |      |       |        |      |
| Mistrzostwa świata          | 2021 | Altenberg    | dwójki      | 7.      |                      |      |       |        |      |
| Mistrzostwa świata          | 2021 | Altenberg    | czwórki     | 6.      |                      |      |       |        |      |
| Mistrzostwa Europy          | 2020 | Sigulda      | dwójki      | 03 !    |                      |      |       |        |      |
| Mistrzostwa Europy          | 2021 | Winterberg   | dwójki      | 7.      |                      |      |       |        |      |
| Mistrzostwa Europy          | 2021 | Winterberg   | czwórki     | 5.      |                      |      |       |        |      |
| Mistrzostwa Europy          | 2022 | Sankt Moritz | dwójki      | 6.      |                      |      |       |        |      |
| Mistrzostwa Europy          | 2022 | Sankt Moritz | czwórki     | 4.      |                      |      |       |        |      |
| Mistrzostwa świata juniorów | 2015 | Altenberg    | dwójki      | 02 !    |                      |      |       |        |      |
| Mistrzostwa świata juniorów | 2015 | Altenberg    | czwórki     | 01 !    |                      |      |       |        |      |
| Mistrzostwa świata juniorów | 2016 | Winterberg   | dwójki      | 02 !    |                      |      |       |        |      |
| Mistrzostwa świata juniorów | 2016 | Winterberg   | czwórki     | 5.      |                      |      |       |        |      |
| Mistrzostwa świata juniorów | 2017 | Winterberg   | dwójki      | 5.      |                      |      |       |        |      |
| Mistrzostwa świata juniorów | 2017 | Winterberg   | czwórki     | 02 !    |                      |      |       |        |      |
| Mistrzostwa świata juniorów | 2018 | Sankt Moritz | dwójki      | 02 !    |                      |      |       |        |      |
| Mistrzostwa świata juniorów | 2018 | Sankt Moritz | czwórki     | 02 !    |                      |      |       |        |      |